# Eddie House
Edward Lee House II, detto Eddie (Berkeley, 14 maggio 1978), è un ex cestista statunitense, professionista nella NBA.

## Carriera

### Inizi
House frequentò l'Arizona State University a Tempe in Arizona, diventando il leader storico del college con 2.044 punti realizzati in carriera, unico giocatore ad aver superato la soglia dei 2000. Insieme ad Ike Diogu è l'unico degli Arizona Sun Devils ad esser stato nominato "Giocatore dell'anno"  della Pac-10. House fu il quinto Sun Devils ad esser stato votato nell'All-Conference Team per due volte.

### NBA
House è stato selezionato dai Miami Heat al secondo giro (37ª scelta assoluta) nel draft del 2000.
Dopo tre anni agli heat è passato ai Los Angeles Clippers con cui ha giocato un solo anno. La stagione seguente ha cambiato ben tre squadre per poi approdare nel 2005 ai Phoenix Suns con cui ha realizzato il suo record in carriera con 31 punti segnati agli Utah Jazz.
Ha continuato a cambiare squadra firmando con i New Jersey Nets e poi con i Boston Celtics. A Boston ha vinto il titolo NBA.
Dopo tre stagioni a Boston, il 18 febbraio 2010 viene ceduto ai New York Knicks in cambio del playmaker Nate Robinson (coinvolti altri tre giocatori di piano secondario).
Diventato free agent nell'estate 2010, House firma un contratto biennale da 2,8 milioni di dollari con i Miami Heat. Torna così a giocare nella squadra che lo aveva scelto nel draft del 2000.

## Statistiche

### College
| Anno      | Squadra        | PG  | PT  | MP   | TC%  | 3P%  | TL%  | RP  | AP  | PRP | SP  | PP   |
| --------- | -------------- | --- | --- | ---- | ---- | ---- | ---- | --- | --- | --- | --- | ---- |
| 1996-1997 | ASU Sun Devils | 30  | 22  | 29,5 | 41,6 | 31,8 | 64,3 | 2,8 | 3,6 | 2,0 | 0,3 | 12,6 |
| 1997-1998 | ASU Sun Devils | 32  | 31  | 29,8 | 43,2 | 40,1 | 75,9 | 3,0 | 2,9 | 2,0 | 0,2 | 11,3 |
| 1998-1999 | ASU Sun Devils | 30  | 30  | 36,9 | 43,2 | 38,9 | 79,1 | 4,9 | 3,1 | 2,0 | 0,1 | 18,9 |
| 1999-2000 | ASU Sun Devils | 32  | 31  | 37,2 | 42,2 | 36,5 | 83,5 | 5,5 | 3,5 | 2,3 | 0,1 | 23,0 |
| Carriera  | Carriera       | 124 | 114 | 33,4 | 42,5 | 36,6 | 79,8 | 4,0 | 3,3 | 2,1 | 0,2 | 16,5 |

### NBA

#### Regular Season
| Anno       | Squadra           | PG  | PT | MP   | TC%  | 3P%  | TL%  | RP  | AP  | PRP | SP  | PP   |
| ---------- | ----------------- | --- | -- | ---- | ---- | ---- | ---- | --- | --- | --- | --- | ---- |
| 2000-2001  | Miami Heat        | 50  | 0  | 11,0 | 42,1 | 34,5 | 68,6 | 0,8 | 1,0 | 0,3 | 0,0 | 5,0  |
| 2001-2002  | Miami Heat        | 64  | 3  | 19,2 | 39,9 | 34,4 | 85,7 | 1,7 | 1,9 | 0,7 | 0,1 | 8,0  |
| 2002-2003  | Miami Heat        | 55  | 7  | 18,6 | 38,7 | 30,0 | 86,1 | 1,8 | 1,6 | 0,8 | 0,0 | 7,5  |
| 2003-2004  | L.A. Clippers     | 60  | 10 | 19,8 | 35,9 | 37,5 | 80,0 | 2,3 | 2,5 | 1,1 | 0,1 | 6,8  |
| 2004-2005  | Charlotte Bobcats | 13  | 5  | 23,1 | 45,2 | 41,4 | 76,9 | 1,5 | 1,8 | 1,8 | 0,2 | 11,1 |
| 2004-2005  | Milwaukee Bucks   | 5   | 0  | 8,2  | 35,3 | 66,7 | -    | 0,6 | 1,0 | 0,4 | 0,0 | 3,2  |
| 2004-2005  | Sacramento Kings  | 50  | 2  | 11,0 | 45,8 | 45,2 | 92,9 | 1,2 | 1,3 | 0,4 | 0,1 | 4,7  |
| 2005-2006  | Phoenix Suns      | 81  | 0  | 17,5 | 42,2 | 38,9 | 80,5 | 1,6 | 1,8 | 0,5 | 0,1 | 9,8  |
| 2006-2007  | N.J. Nets         | 56  | 1  | 16,9 | 42,8 | 42,9 | 91,7 | 1,6 | 1,2 | 0,5 | 0,1 | 8,4  |
| 2007-2008† | Boston Celtics    | 78  | 2  | 19,0 | 40,9 | 39,3 | 91,7 | 2,1 | 1,9 | 0,8 | 0,1 | 7,5  |
| 2008-2009  | Boston Celtics    | 81  | 0  | 18,3 | 44,5 | 44,4 | 79,2 | 1,9 | 1,1 | 0,8 | 0,1 | 8,5  |
| 2009-2010  | Boston Celtics    | 50  | 0  | 16,9 | 40,1 | 38,3 | 90,0 | 1,4 | 1,0 | 0,6 | 0,1 | 7,2  |
| 2009-2010  | N.Y. Knicks       | 18  | 0  | 20,6 | 33,1 | 25,0 | 100  | 2,2 | 2,1 | 0,7 | 0,0 | 6,4  |
| 2010-2011  | Miami Heat        | 56  | 1  | 17,5 | 39,9 | 38,9 | 95,0 | 1,6 | 1,1 | 0,6 | 0,1 | 6,5  |
| Carriera   | Carriera          | 717 | 31 | 17,3 | 40,9 | 39,0 | 85,1 | 1,7 | 1,6 | 0,7 | 0,1 | 7,5  |

#### Playoffs
| Anno     | Squadra          | PG | PT | MP   | TC%  | 3P%  | TL%  | RP  | AP  | PRP | SP  | PP   |
| -------- | ---------------- | -- | -- | ---- | ---- | ---- | ---- | --- | --- | --- | --- | ---- |
| 2001     | Miami Heat       | 3  | 0  | 21,3 | 40,0 | 28,6 | 80,0 | 1,7 | 1,7 | 1,0 | 0,3 | 12,7 |
| 2005     | Sacramento Kings | 3  | 0  | 7,7  | 37,5 | 100  | 100  | 0,7 | 1,3 | 0,0 | 0,0 | 3,0  |
| 2006     | Phoenix Suns     | 14 | 0  | 9,3  | 36,5 | 21,4 | 75,0 | 0,6 | 0,4 | 0,1 | 0,1 | 3,1  |
| 2007     | N.J. Nets        | 4  | 0  | 4,5  | 25,0 | 16,7 | -    | 0,5 | 0,3 | 0,3 | 0,0 | 1,3  |
| 2008†    | Boston Celtics   | 21 | 0  | 7,9  | 30,4 | 35,5 | 87,5 | 1,0 | 0,9 | 0,2 | 0,0 | 2,5  |
| 2009     | Boston Celtics   | 14 | 0  | 16,6 | 51,9 | 48,6 | 90,9 | 1,4 | 0,9 | 0,8 | 0,0 | 7,7  |
| 2011     | Miami Heat       | 7  | 0  | 6,9  | 23,5 | 30,0 | -    | 0,7 | 0,1 | 0,6 | 0,0 | 1,6  |
| Carriera | Carriera         | 66 | 0  | 10,3 | 39,1 | 36,8 | 86,7 | 1,0 | 0,7 | 0,4 | 0,1 | 4,0  |

## Palmarès
- Campionato NBA: 1

Boston Celtics: 2008